# Samuel Duvall
Samuel Harding Duvall (Liberty, 11 marzo 1836 – Liberty, 26 settembre 1908) è stato un arciere statunitense.
Partecipò alle gare di tiro con l'arco ai Giochi olimpici di Saint Louis 1904, dove vinse una medaglia d'argento nella gara a squadre. Sempre in quella Olimpiade, disputò la gara individuale di doppio americano dove arrivò quattordicesimo.

## Palmarès
In carriera ha conseguito i seguenti risultati:
- Giochi olimpici

St. Louis 1904: una medaglia d'argento nella gara a squadre.